# Colegio Comunitario de Laredo
El Colegio Comunitario de Laredo (también conocido en inglés como Laredo Community College ) es un colegio universitario que fue creado en Laredo, Texas el 28 de septiembre de 1946, por los ciudadanos del Distrito Escolar Independiente de Laredo. El distrito se amplió al construir otro colegio en el sur de Laredo. Ambos colegios sirven una área de tres condados: Webb, Jim Hogg y el Zapata en Texas.